# ラップトップパソコン

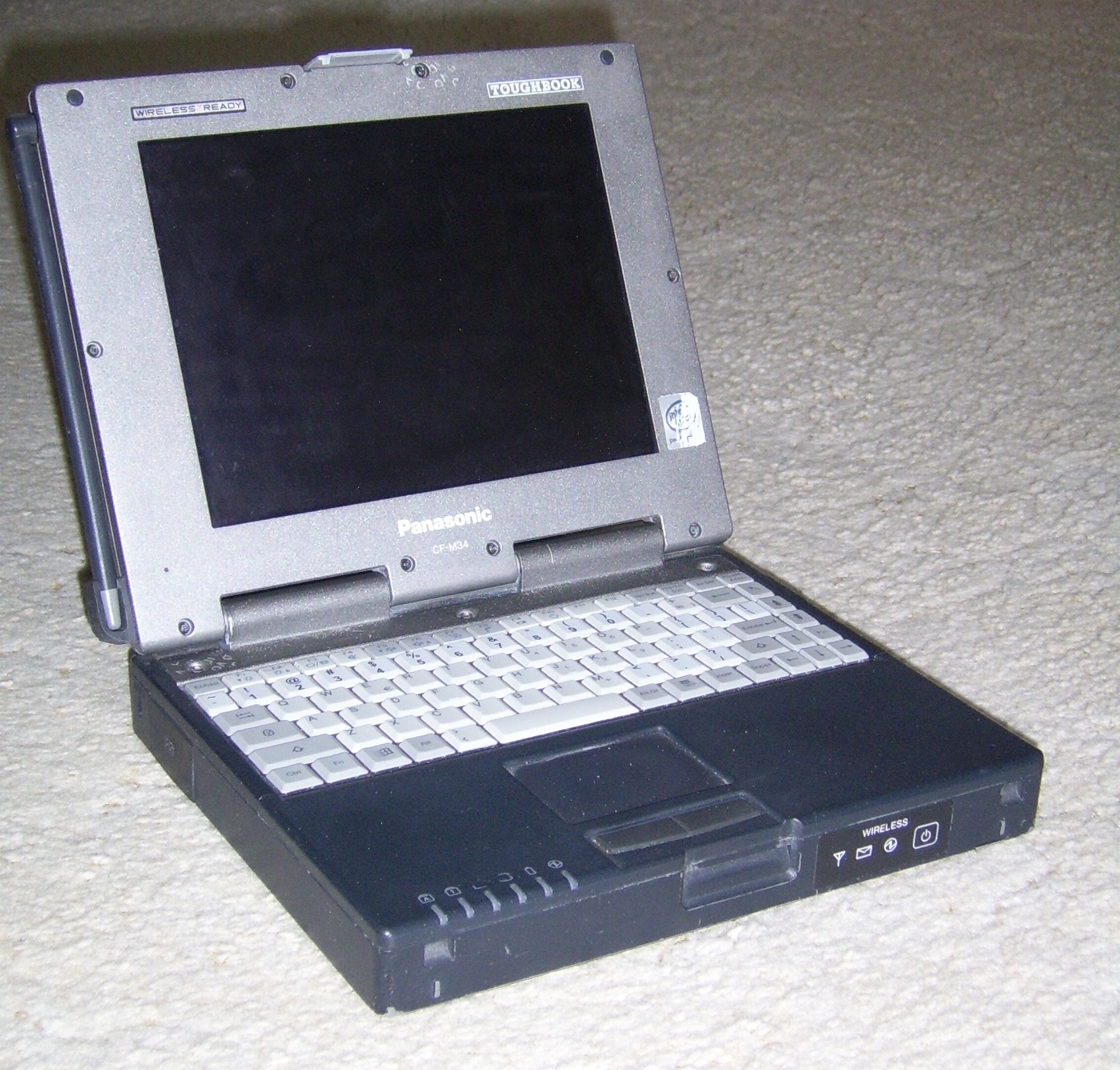
パナソニック製TOUGHBOOK。英語圏では「Rugged laptop」と呼ばれるカテゴリーである

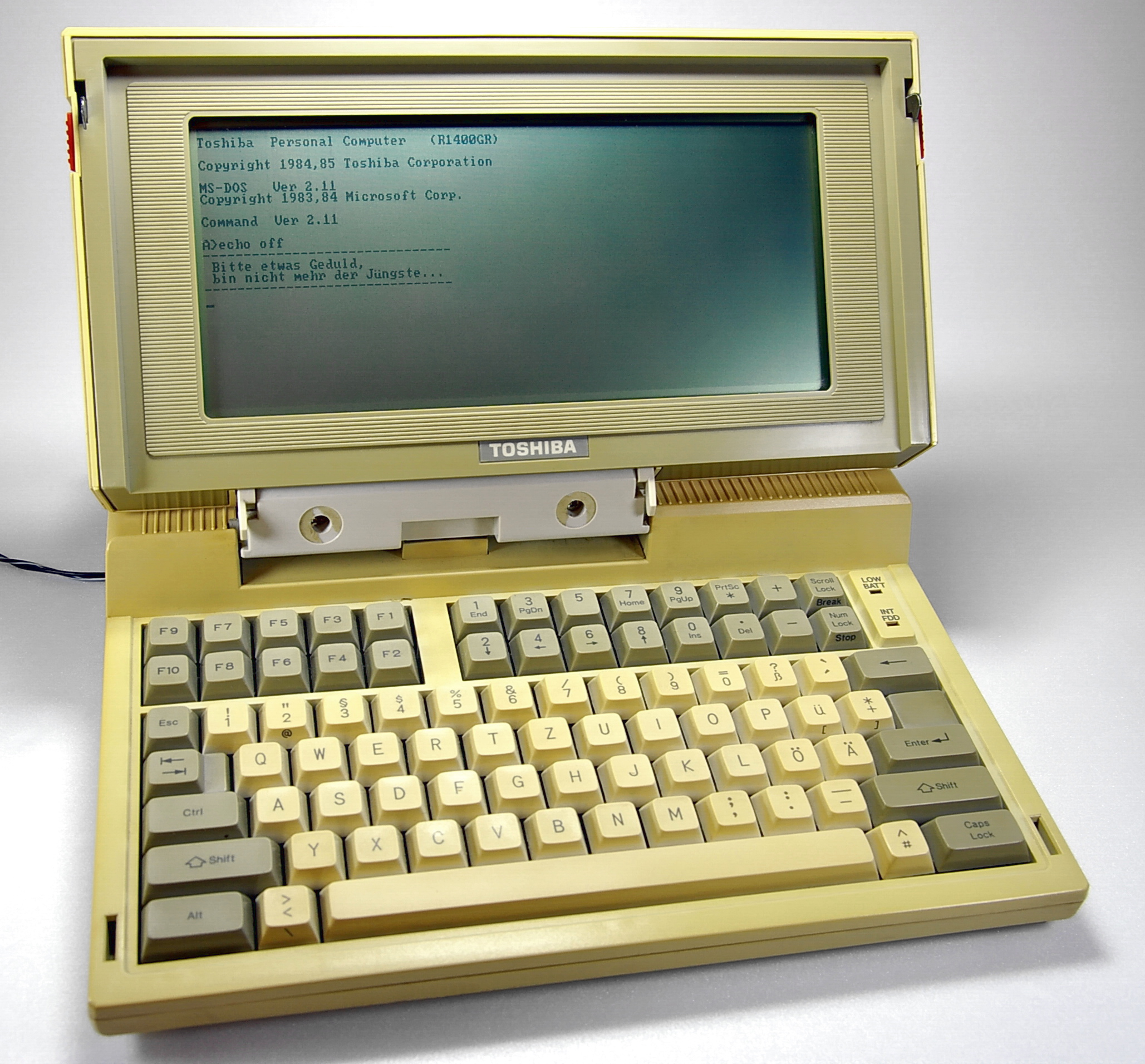
東芝製T1100
1985年に欧州市場向けに出荷。東芝は「世界最初のラップトップ」と称している

ラップトップパソコンとは、コンピュータの折りたたまれた蓋がディスプレイを兼ねた、キーボードと本体が一体化した、机上で使用できる携帯（可搬）型のコンピュータ（パーソナルコンピュータ）である。

## Laptopとラップトップ
コンピュータは大きさによって大まかにデスクトップ（卓上型）、ラップトップ（膝上）、パームトップ（掌上）に分類され、「ラップトップ」の名称は椅子に座りながら「膝の上（ラップトップ）でも使用できる」との意味からで、英語の範疇では主に和製英語である「ノートパソコン」を含めたカテゴリーである。ただし日本では通常「一般的なノートパソコンよりも一回り大きいカテゴリー」として使われており、このため英語で言うところの“Laptop computer”に関してはノートパソコンの項を参照。
なお米国など英語圏では和製英語である「ノートパソコン」は一般的ではなく、日本で言うところのノート型はほぼ「Laptop」と呼ばれる。またアーキテクチャがパーソナルコンピュータでは無いコンピュータも含まれる場合がある。

## 概要
日本では1980年代より、デスクトップパソコンと対比させる意味合いから、手に持って移動が可能なコンピュータを指して「ラップトップパソコン」という語が使われていた。今日ではディスプレイやキーボードからポインティングデバイスや光学ドライブ（CD-ROM/DVDなど）を一体化させた大型の機種を指してこのように呼ぶこともあるが、より一般的にはオールインワン型やデスクノート（卓上で使うことを前提とし普段から携帯するには向かないノートパソコン）とも呼ばれている。
このため「ラップトップパソコン」という呼び方も現行の製品に対してはあまり用いられず、1980年代 - 1990年代初頭に登場した、現在「デスクノート」と言われるサイズに相当する、比較的大型の可搬型のコンピュータを指す傾向がある（後述）。
2000年-2010年現在の携帯型コンピュータとしては、光学ドライブや拡張性を犠牲にしたモバイルノートや廉価なモジュールで構成された安価なネットブック、薄型で携帯性に特化したウルトラノート、さらにはパソコン全般との互換性を切り捨てインターネット端末としての携帯機器に特化したスマートブックといった機種があるが、現行の製品ではデスクノートのほか、手に提げて持ち歩けるパソコンの範疇として、ボードPCに代表される様々な一体型（オールインワン）のパソコンが登場しており、それらが携帯型のノートパソコンとデスクトップ型の間を埋めている。

### 過去の製品として

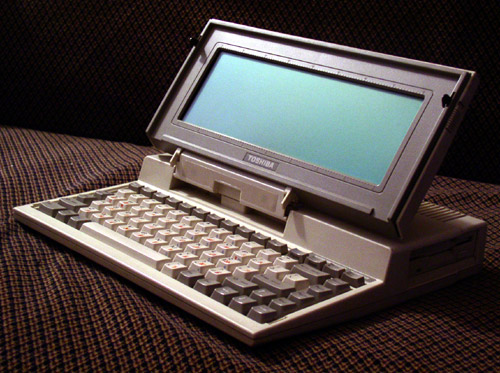
東芝T1000（1987年）
ダイナブック (東芝)の原点となった

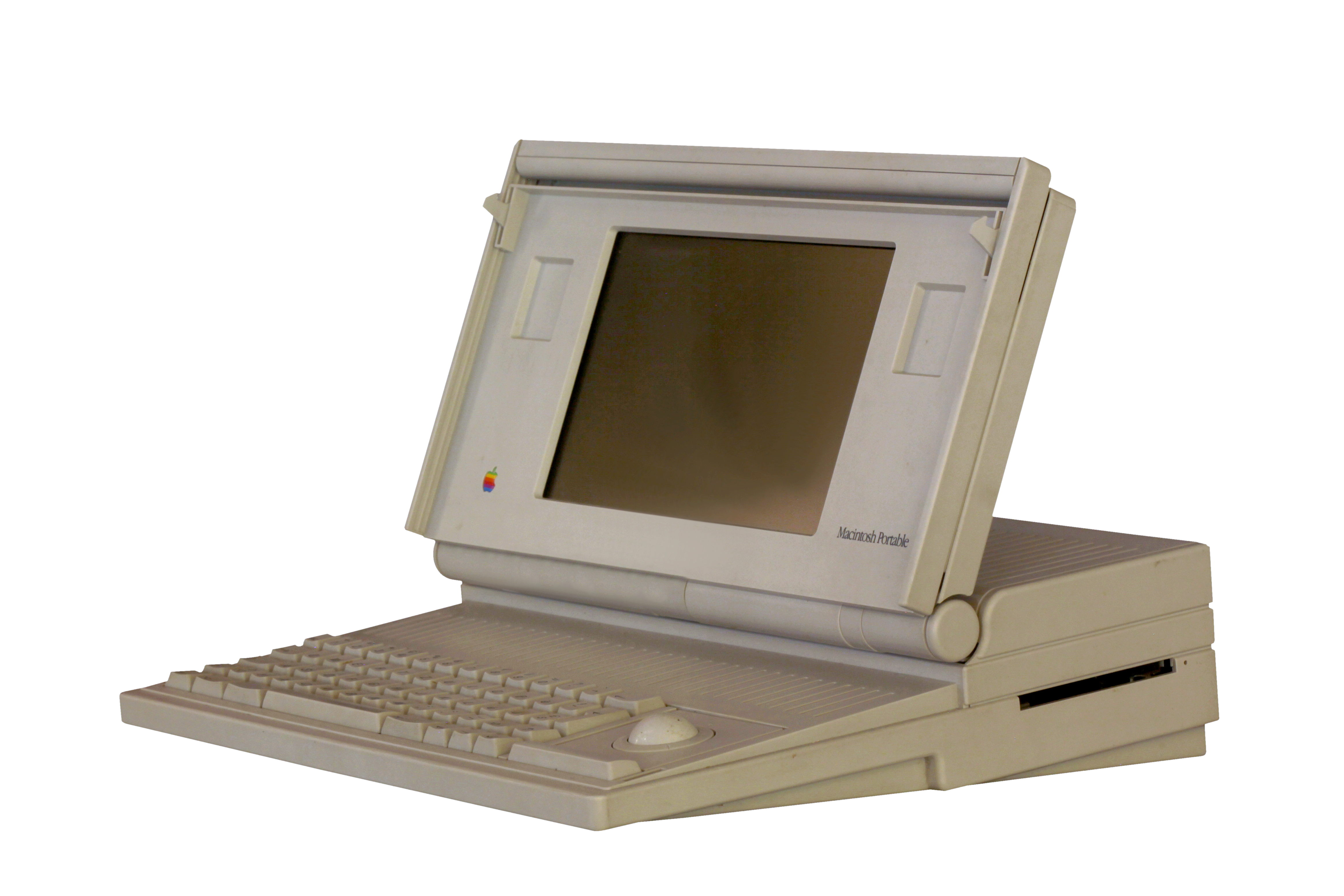
Macintosh portable（1989年）

1980年代から1990年代初頭にかけて、8bitや16bitCPUを搭載して、液晶方式やプラズマ方式の画面を備えた、2つ折り式の可搬型コンピュータが「ラップトップ（コンピュータ）」の名称で発売されていた。1990年代初頭には、32bit CPU i386SXを搭載したB32LXTが日立製作所から発売された。
これらのコンピュータはディスプレイを内蔵するとはいっても、グラフィック表示より文字表示を目的とする傾向が強く、グラフの表示はできたが640×480ドット（俗にVGAと呼ばれる）などの4：3の画面比を持つのではなく、横に細長い表示画面を持っている機種が多かった。また当時の技術的限界から今日のノートパソコンのように薄型で上面全体が開いてディスプレイとなっているわけではなく、本体上部の半分だけが開いて、この部分にディスプレイとキーボードが設けられていた。
またこの時代の技術的限界から、3kg前後から10kgに迫る製品（初の可搬形MacintoshのMacintosh Portableで7.16kg）も存在しており、その重さを揶揄して「ラップクラッシャー」（ひざ壊し）と言われることもあった。このため今日のノートパソコン（特にモバイルと呼ばれる軽量な製品）に比べ携帯性は低く、ACアダプターを必要とせず直接コンセントから電源を取れるなどの特徴こそあったが、鞄に収めて持ち歩き方々で取り出して利用するというよりも、安定して使える場所まで運んでいって設置し、あまり動かさずに利用する形で使われていた。
上記以外の主な特徴は以下の通り。
本体側面などにフロッピーディスクドライブを備える。
ここにOSやソフトウェアの収められたフロッピーディスクを挿入して利用した。ROMインタプリタを内蔵し、BASICで駆動するタイプも在った。
バッテリーによる駆動も可能である。
ただしバッテリーは現在のリチウムイオン電池ではなく、ニッカド電池であった。乾電池で駆動するものもあった一方で、電池を内蔵せずもっぱらコンセントにつないで利用するものもあった。
本体にはRS-232C等の汎用通信ポートを備える。
これで外部機器を制御することもできた。
これらは主に商業分野や工業分野、または学術分野で利用され、産業用ロボットや業務用機器などといったハードウェアの制御や、その場で見積もりやシミュレーションデータを出す用途などにも利用されていた。特にハードウェア制御分野では、制御プログラムがこれらラップトップ機の機種に依存して組まれており、2000年代に入っても相当数の旧式なラップトップ機が業務用分野で利用されている。